# Dubičné
Dubičné (en allemand : Dubiken) est une commune du district de České Budějovice, dans la région de Bohême-du-Sud, en République tchèque. Sa population s'élevait à 414 habitants en 2023.

## Géographie
Dubičné se trouve à 5 km à l'est du centre de České Budějovice et à 123 km au sud de Prague.

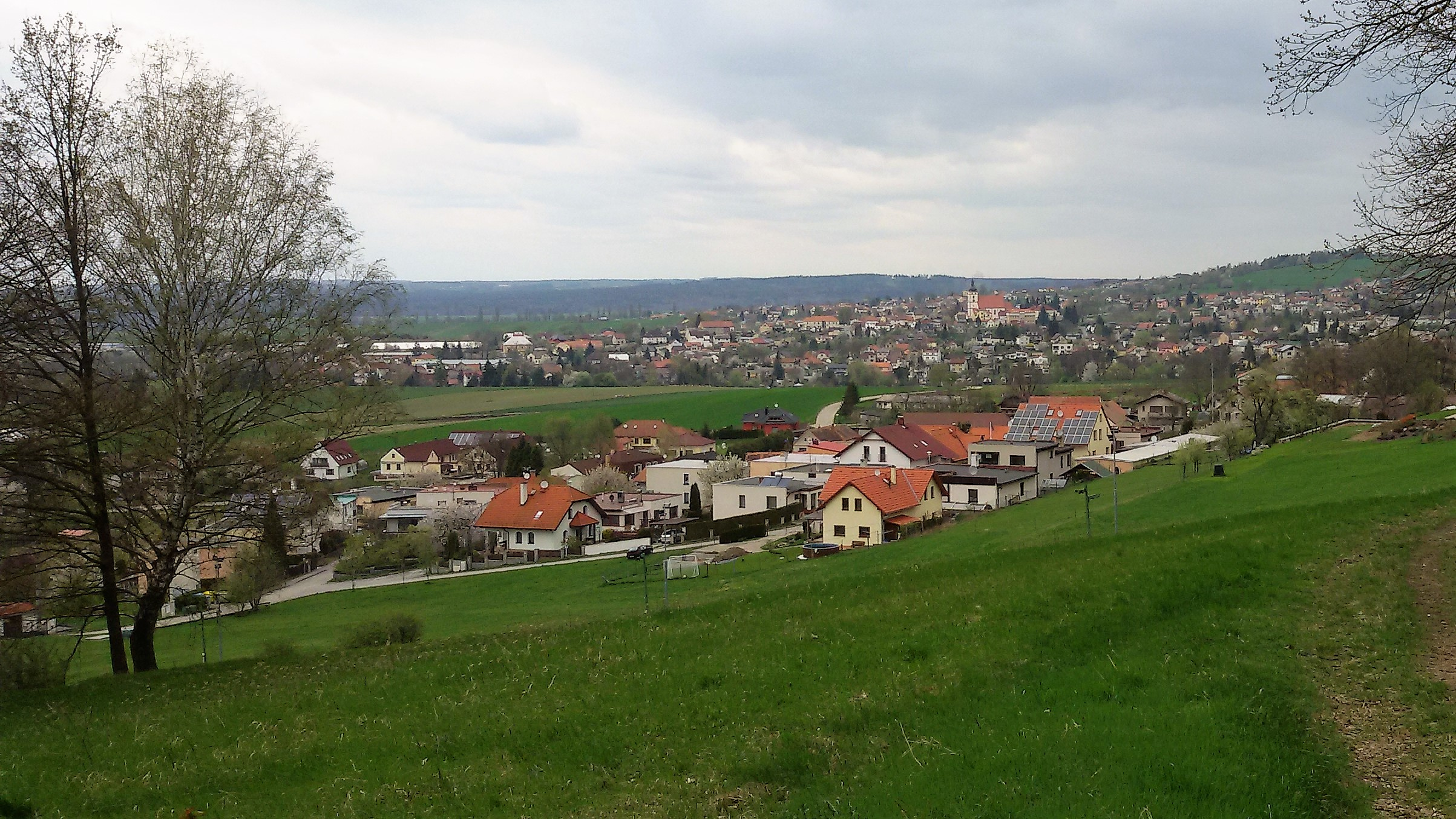
Dubičné : vue générale.

La commune est limitée par Vráto et Rudolfov au nord, par Hlincová Hora à l'est, par České Budějovice au sud, et par Dobrá Voda u Českých Budějovic et Rudolfov à l'ouest.

## Histoire
La première mention écrite du village date de 1377.

## Transports
Par la route, Dubičné se trouve à 5 km de České Budějovice et à 153 km de Prague.